# フランツ・ミクサ
フランツ・ミクサ（Franz Mixa、1902年6月3日 - 1994年1月16日）は、オーストリアの作曲家。

## 生涯
ウィーン出身。ウィーン国立音楽大学でオイゼビウス・マンディチェフスキ、ロベルト・ヘーガー、フランツ・シュミット、ヨーゼフ・マルクスに師事し、在学中からウィーン・フォルクスオーパー交響楽団などで指揮をしていたが、1927年に卒業してカペルマイスターの称号を得た。1929年からはウィーン大学でグイド・アドラーらのもとで学んだ。1930年よりヘーガーの勧めでアイスランドに赴いて、1938年までレイキャヴィークの音楽大学や学友協会で指導にあたった。帰国後はグラーツ大学やグラーツ音楽院で音楽理論などを講義した。またミクサはすでに1932年にナチスに入党していたが、1938年から1943年まで帝国音楽院の地区指導者を務めた。その後徴兵され、1945年にフランス軍の捕虜となった。1947年に釈放された後は、国立音楽大学の再建に努め、1952年から1957年まで学長を務めた。晩年はドイツのミュンヘンに移住し、1971年から1973年までミュンヘン音楽大学で教壇に立ったほかはフリーランスの作曲家として活動した。

## 作品
- 弦楽四重奏曲（1924年）
- ドイツ・ミサ（1949年）
- アイスランド狂詩曲（1949年）
- 交響曲第1番～第5番

## 文献
- Georg Zauner (Hrsg.): Der Komponist Franz Mixa. Leben und Werk. (Mit Werkverzeichnis). Schneider, Tutzing 2002, ISBN 3795210879.
- Fred K. Prieberg: Handbuch Deutsche Musiker 1933–1945. Kiel, 2004, CD-ROM-Lexikon, S. 4650f.
- Oesterreichisches Musiklexikon. Band 3. (Hrsg. Rudolf Flotzinger), Verlag der Österreichischen Akademie der Wissenschaften, Wien 2006, S. 1456, ISBN 3700130457.